# 布里亚利亚
布里亚利亚（義大利語：Briaglia），是意大利库内奥省的一个市镇。总面积6平方公里，人口325人，人口密度54.2人/平方公里（2009年）。ISTAT代码为004030。